# Karel Egon IV. z Fürstenbergu
Karel Egon IV. kníže z Fürstenbergu (celým jménem německy Karl Egon IV. Maria Friedrich Emil Kaspar Heinrich Wilhelm Kamill Max Ludwig Viktor Fürst zu Fürstenberg; 25. srpna 1852 Krušovice – 27. listopadu 1896 zámek Bruttan u Nice) byl německý šlechtic a poslanec německého Říšského sněmu. Jeho osobou vymřela švábská linie Fürstenbergů.

## Život

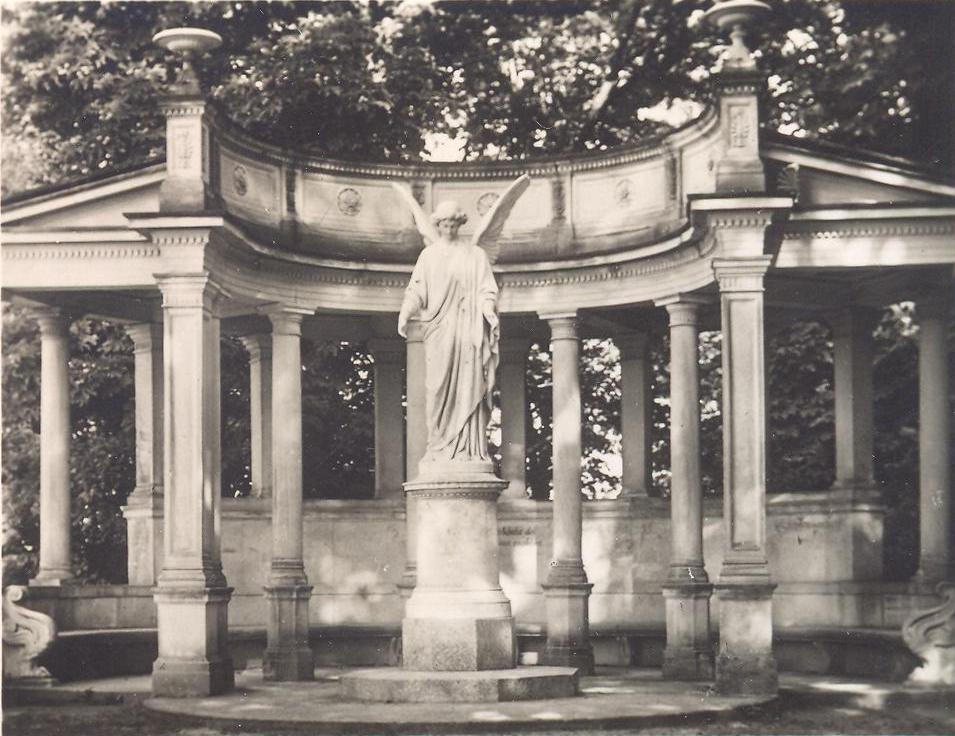
Fürstenberský památník v Baden-Badenu

Karel Egon se narodil jako syn knížete Karla Egona III. z Fürstenbergu (1820–1892) a jeho manželky Alžběty Henrietty Reuß, starší linie (1824–1861). Jeho matka zemřela, když mu bylo osm let. Poté, co Karel Egon IV. spadl 22. září 1862 v Baden-Badenu z koně, nechal jeho otec postavit Fürstenberský pomník v podobě kolonády podle návrhu architekta Theodora Diebolda s andělem strážným od sochaře Franze Xavera Reicha.
Karel Egon byl vychováván soukromými učiteli a v mládí hodně cestoval. V letech 1872 až 1874 navštěvoval filozofické a právní přednášky na univerzitě v Heidelbergu a do roku 1875 pokračoval ve studiu na univerzitě ve Štrasburku.
V roce 1876 vstoupil do pruské armády jako podporučík à la suite v gardovém husarském pluku v Postupimi a v červnu 1877 složil důstojnickou zkoušku. V letech 1881–1884 byl pobočníkem 28. jezdecké brigády v Karlsruhe. V roce 1884 byl převelen jako nadporučík k 2. gardovému dragounskému pluku v Berlíně a tam byl v roce 1886 povýšen na rytmistra. V roce 1890 odešel z vojenské služby.
V březnu 1888 doprovázel dědičný princ knížete z Hatzfeldt-Trachenbergu při cestě do Říma, kde kníže oznámil papeži Lvu XIII. nástup císaře Fridricha na trůn. Po úmrtí otce se dědičný princ stal 15. března 1892 knížetem z Fürstenbergu. V roce 1893 jej císař Vilém II. jmenoval majorem a v roce 1896 nejvyšším maršálem císaře. Protože na něj po otcově smrti přešly švábské statky, stal se dědičným členem pruské panské sněmovny, württemberské panské komory a bádenské první komory. Kníže Karel Egon byl 10. listopadu 1893 výraznou většinou ve 2. bádenském říšském volebním obvodě zvolen poslancem německého Říšského sněmu (Reichstagu). V té době ho již sužovala nemoc, a proto odjel na zotavenou do Nice. Živý zpět se už ovšem nevrátil. Dne 4. prosince 1896 byl pohřben v knížecí rodinné kryptě v Neudingenu u Donaueschingenu jako jeden z posledních rodinných příslušníků knížecího domu.
Angažoval se v novinách Münchner Allgemeine Zeitung a byl jedním ze zakladatelů kolonie Berlín-Karlshorst, kde je po něm dodnes pojmenována ulice Karl-Egon-Straße. Byl také členem studentského spolku Corps Suevia Heidelberg.

## Manželství
V Zaháni se 6. července 1881 oženil s hraběnkou Dorotheou „Dolly“ z Talleyrand-Périgordu (17. 11. 1862 Valençay – 17. 6. 1948 Paříž), dcerou vévody Louise Napoleona de Talleyrand-Périgord (1811–1898) a prapraneteře francouzského ministra zahraničí Charlese Maurice Talleyranda (1754–1838). Manželství zůstalo bezdětné. Jeho manželka hrála důležitou roli ve vilémovské „vyšší společnosti“. Podruhé se v roce 1898 provdala za Jeana de Castellane (1868–1965).
Protože byl bezdětný, nastoupil po něm jeho bratranec Max Egon II. z Fürstenbergu (1863–1941), který měl majetky v Rakouském císařství, zejména v Čechách. Švábská a česká linie rodu Fürstenbergů se tak opět spojily.

## Vývod z předků
|                               |                                       |  |                             |                                             |  |  |  |  |  |  |  | Karel Egon I. z Fürstenbergu |
|                               |                                       |  |                             |                                             |  |  |  |  |  |  |  |                              |
|                               | Karel Alois z Fürstenbergu            |  |                             |                                             |  |  |  |  |  |  |  |                              |
|                               |                                       |  |                             |                                             |  |  |  |  |  |  |  |                              |
|                               |                                       |  |                             | Marie Josefa ze Šternberka                  |  |  |  |  |  |  |  |                              |
|                               |                                       |  |                             |                                             |  |  |  |  |  |  |  |                              |
|                               | Karel Egon II. z Fürstenbergu         |  |                             |                                             |  |  |  |  |  |  |  |                              |
|                               |                                       |  |                             |                                             |  |  |  |  |  |  |  |                              |
|                               |                                       |  |                             | Alexandr Ferdinand, 3. kníže z Thurn-Taxisu |  |  |  |  |  |  |  |                              |
|                               |                                       |  |                             |                                             |  |  |  |  |  |  |  |                              |
|                               | Marie Alžběta z Thurn-Taxisu          |  |                             |                                             |  |  |  |  |  |  |  |                              |
|                               |                                       |  |                             |                                             |  |  |  |  |  |  |  |                              |
|                               |                                       |  |                             | Marie Henrieta z Fürstenbergu               |  |  |  |  |  |  |  |                              |
|                               |                                       |  |                             |                                             |  |  |  |  |  |  |  |                              |
|                               | Karel Egon III. z Fürstenbergu        |  |                             |                                             |  |  |  |  |  |  |  |                              |
|                               |                                       |  |                             |                                             |  |  |  |  |  |  |  |                              |
|                               |                                       |  |                             | Fridrich Bádensko-Durlašský                 |  |  |  |  |  |  |  |                              |
|                               |                                       |  |                             |                                             |  |  |  |  |  |  |  |                              |
|                               | Karel Fridrich Bádenský               |  |                             |                                             |  |  |  |  |  |  |  |                              |
|                               |                                       |  |                             |                                             |  |  |  |  |  |  |  |                              |
|                               |                                       |  |                             | Amálie Oranžsko-Nasavská                    |  |  |  |  |  |  |  |                              |
|                               |                                       |  |                             |                                             |  |  |  |  |  |  |  |                              |
|                               | Amálie Kristýna Bádenská              |  |                             |                                             |  |  |  |  |  |  |  |                              |
|                               |                                       |  |                             |                                             |  |  |  |  |  |  |  |                              |
|                               |                                       |  |                             | Ludwig Geyer von Geyersberg                 |  |  |  |  |  |  |  |                              |
|                               |                                       |  |                             |                                             |  |  |  |  |  |  |  |                              |
|                               | Luisa Karolina von Hochberg           |  |                             |                                             |  |  |  |  |  |  |  |                              |
|                               |                                       |  |                             |                                             |  |  |  |  |  |  |  |                              |
|                               |                                       |  |                             | Maximiliana Hedwiger von Sponeck            |  |  |  |  |  |  |  |                              |
|                               |                                       |  |                             |                                             |  |  |  |  |  |  |  |                              |
| Karel Egon IV. z Fürstenbergu |                                       |  |                             |                                             |  |  |  |  |  |  |  |                              |
|                               |                                       |  |                             |                                             |  |  |  |  |  |  |  |                              |
|                               |                                       |  | Jindřich XI. Reuss z Greizu |                                             |  |  |  |  |  |  |  |                              |
|                               |                                       |  |                             |                                             |  |  |  |  |  |  |  |                              |
|                               | Jindřich XIII. Reuss z Greizu         |  |                             |                                             |  |  |  |  |  |  |  |                              |
|                               |                                       |  |                             |                                             |  |  |  |  |  |  |  |                              |
|                               |                                       |  |                             | Konradina Reussko-Kostritzská               |  |  |  |  |  |  |  |                              |
|                               |                                       |  |                             |                                             |  |  |  |  |  |  |  |                              |
|                               | Heinrich XIX, Prince Reuss of Greiz   |  |                             |                                             |  |  |  |  |  |  |  |                              |
|                               |                                       |  |                             |                                             |  |  |  |  |  |  |  |                              |
|                               |                                       |  |                             | Karel Kristián Nasavsko-Weilburský          |  |  |  |  |  |  |  |                              |
|                               |                                       |  |                             |                                             |  |  |  |  |  |  |  |                              |
|                               | Vilhelmína Louisa Nasavsko-Weilburská |  |                             |                                             |  |  |  |  |  |  |  |                              |
|                               |                                       |  |                             |                                             |  |  |  |  |  |  |  |                              |
|                               |                                       |  |                             | Karolína Oranžsko-Nassavská                 |  |  |  |  |  |  |  |                              |
|                               |                                       |  |                             |                                             |  |  |  |  |  |  |  |                              |
|                               | Alžběta Reussová z Greize             |  |                             |                                             |  |  |  |  |  |  |  |                              |
|                               |                                       |  |                             |                                             |  |  |  |  |  |  |  |                              |
|                               |                                       |  |                             | Karel Julius Armand Rohan z Rochefortu      |  |  |  |  |  |  |  |                              |
|                               |                                       |  |                             |                                             |  |  |  |  |  |  |  |                              |
|                               | Karel Ludvík Kašpar z Rohanu          |  |                             |                                             |  |  |  |  |  |  |  |                              |
|                               |                                       |  |                             |                                             |  |  |  |  |  |  |  |                              |
|                               |                                       |  |                             | Marie Henrietta Šarlota d'Orléans-Rothelin  |  |  |  |  |  |  |  |                              |
|                               |                                       |  |                             |                                             |  |  |  |  |  |  |  |                              |
|                               | Gasparina Rohanová z Rochefortu       |  |                             |                                             |  |  |  |  |  |  |  |                              |
|                               |                                       |  |                             |                                             |  |  |  |  |  |  |  |                              |
|                               |                                       |  |                             | Jindřich Ludvík Rohan z Guéméné             |  |  |  |  |  |  |  |                              |
|                               |                                       |  |                             |                                             |  |  |  |  |  |  |  |                              |
|                               | Marie Luisa Josefina z Rohanu         |  |                             |                                             |  |  |  |  |  |  |  |                              |
|                               |                                       |  |                             |                                             |  |  |  |  |  |  |  |                              |
|                               |                                       |  |                             | Viktorie Armanda Josefa z Rohanu            |  |  |  |  |  |  |  |                              |
|                               |                                       |  |                             |                                             |  |  |  |  |  |  |  |                              |